# 神女底鼬鳚
神女底鼬鳚（Abyssobrotula galatheae），为輻鰭魚綱鼬魚目鳚魚科的其中一種，分布於全球各大洋熱帶及亞熱帶海域，屬深海魚類，棲息深度在水深3110至8370公尺。1970年在波多黎各海溝8370公尺深處的拖網中捕獲到一個神女底鼬鳚標本，是有史以來捕獲的水下最大深度的魚類，至今仍保持著記錄。本魚頭部很短有向下的屈曲。吻腫大，眼小。具有發展不良的鰓蓋棘，前面的鰓弓有8至11個發展的鰓耙，尾前椎18至21個，體長可達16.5公分，為稀有種，不具有經濟價值。

## 扩展阅读
維基物種上的相關：神女底鼬鳚
1. ↑  Ohashi, S. & Nielsen, J.G. (2016): A new species of Abyssobrotula (Ophidiiformes, Ophidiidae) from the Kuril-Kamchatka Trench. Zootaxa, 4132 (4): 559–566.